# Крайна (община Мадан)
Кра́йна (болг. Крайна) — село в Смолянській області Болгарії. Входить до складу общини Мадан.

## Населення
За даними перепису населення 2011 року у селі проживали 56 осіб.
Національний склад населення села:
| Національність   | Кількість осіб | Відсоток |
| ---------------- | -------------- | -------- |
| болгари          | 27             | 77,1%    |
| турки            | 8              | 22,9%    |
| цигани           | 0              | 0%       |
| інша             | 0              | 0%       |
| не визначились   | 0              | 0%       |
| Всього відповіли | 35             |          |

Розподіл населення за віком у 2011 році:
Динаміка населення: